# Neopromachus doreyanus
Neopromachus doreyanus är en insektsart som först beskrevs av Bates 1865.  Neopromachus doreyanus ingår i släktet Neopromachus och familjen Phasmatidae. Inga underarter finns listade i Catalogue of Life.